# Осада Лилля (1708)

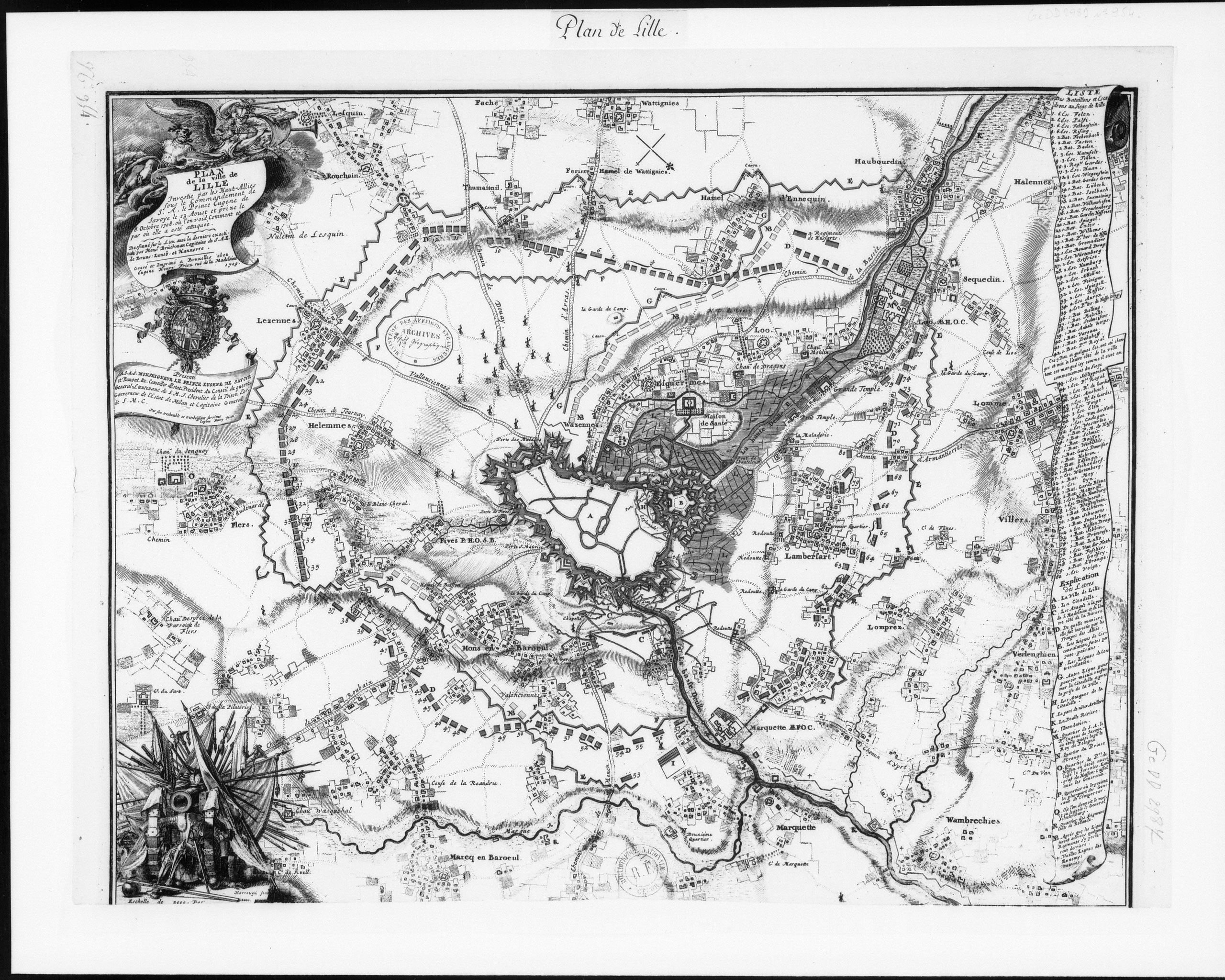
План осады крепости

Осада Лилля (фр. Siège de Lille) — героическая оборона французского города Лилль от союзных англо-австрийских войск, руководимая маршалом Буфлером, в ходе войны за Испанское наследство. Осада длилась с 12 августа по 10 декабря 1708 года. Осаждающими руководил австрийский фельдмаршал принц Евгений Савойский под прикрытием армии английского фельдмаршала герцога Мальборо. Осада окончилась капитуляцией города.

## Предыстория
Разбив французов под Ауденардом 11 июля, соединённая англо-австрийская армия под командованием принца Евгения Савойского и герцога Мальборо вторглась во французскую Фландрию и осадила Лилль, главный город этой провинции. На военном совете многие высказывались за скорейшую осаду Лилля, но опытные генералы считали непреодолимыми затруднения, связанные с этим предприятием.
При взятии французами Лилля в 1667 году крепость в Лилле имела вид неправильного 4-угольника, длинные стороны которого простирались с северо-запада на юго-восток. Стены были бастионного и местами неправильного расположения с малыми равелинами. Вобан, производивший усиление и исправление крепости, построил перед бастионами и некоторыми равелинами контргарды; усилил фронты, более подверженные атаке, 4 горнверками и системою теналей. В западной части крепости он вновь выстроил 5-угольную цитадель из бастионных фронтов с равелинами, контргардами и двойным прикрытым путём. Река Дель, протекая через весь город, перерезала посередине длинные стороны крепостного прямоугольника; у входа её был устроен шлюз, чтобы можно было сделать наводнение, обстреливаемое несколькими батареями; всё это делало данную сторону крепости совершенно неприступной. У выхода Деля был возведён горнверк с воротами Святой Магдалины; между ними и воротами Святого Андрея находилось щипцеобразное укрепление с двумя люнетами, за которым был расположен демилюн с флангами. Крепость считалась одним из самых неприступных сооружений Франции.

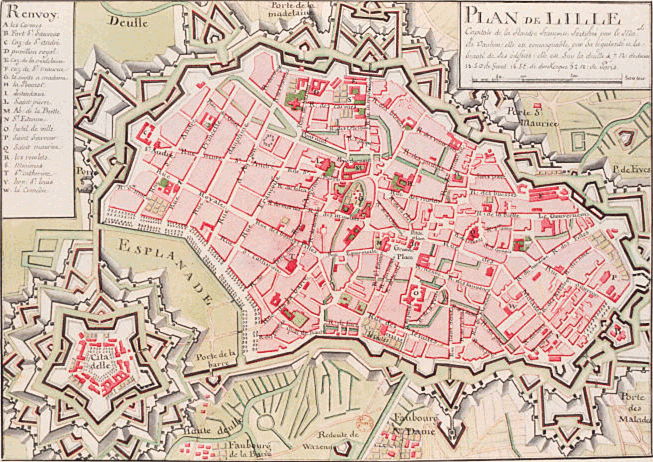
План укреплений Лииля

Наместник французской Фландрии, 54-летний маршал Буфлер, испросил у короля разрешение лично защищать крепость и 29 июля прибыл в Лилль. Заведующим инженерными работами был генерал-лейтенант Дюпюи Вобан, племянник знаменитого маршала Вобана, который на смертном одре дал ему подробное наставление для обороны Лилля. Под его началом были искусные инженеры: Фалери, Реблен, Норзе де Сен-Поль и Лиланд. Артиллерией командовал молодой талантливый генерал Лафрезольер, минерами капитан Дабен. Гарнизон Лилля состоял из 16 батальонов и 9 эскадронов, всего 16 000 человек. Магистрат и граждане обещали доставлять все необходимые во время осады вещи и припасы. Но к началу войны укрепления Лилля были в недостаточно исправном виде. Поэтому по прибытии в Лилль Буфлер велел тотчас же исправить укрепления, а в более слабых местах возвести новые; произвести наводнение перед некоторыми частями западного фронта; расчистить местность на пространстве 400 туазов (780 метров), вывести минные галереи под исходящими углами прикрытого пути, пополнить все запасы.
Принц Евгений Савойский собрал в Брюсселе осадный парк (90 пушек, 60 мортир и 3000 зарядных ящиков), но перевезти его было затруднительно, так как герцог Вандом с французской армией стоял в Генте, а герцог Бервик находился у Сен-Амана и угрожал сообщениям союзников. Тем не менее 10 августа 1708 года принц Евгений успел переправить через Шельду большую часть парка. Осадная армия состояла из 53 батальонов и 89 эскадронов австрийских и германских войск. Мальборо с 70 тысячами человек стоял близ Гельшена для прикрытия сообщений союзников с главным депо в Брюсселе и для воспрепятствования соединению герцога Бервика и Вандома.

## Начало осады
14 августа союзники обложили Лилль и 18 августа приступили к устройству циркумвалационной линии, защищавшей нападавших от атак с внешней стороны. Левое их крыло примыкало к Обурдену на верхнем Деле и далее шло к Роншену и Флерсу по реке Марке и через Ламберзар соединялось с правым крылом, расположенным до Обурдена. Главная квартира принца Савойского располагалась в Леосском аббатстве, на Бетюнской дороге, вблизи точки соединения двух частей армии. Принц Оранский, подчиненный Евгению, находился на правом берегу реки, близ Маркетского аббатства. Артиллерийский парк был расположен близ Марки.
Союзники решили сначала спустить наводнение перед некоторыми фронтами цитадели, но огонь осажденных тотчас же прогнал рабочих. Буфлер, предусматривая, что атакующий ночью будет пытаться разрушить плотины, подготовил вылазку. Действительно, атакующие возобновили работы по разрушению плотин, и в это время вышедший отряд энергично атаковал его и заставил отступить с потерей 400 человек убитыми и многих пленными.
23 августа принц Евгений приступил к возведению траншей и батарей. Войско, действующее в траншеях, было разделено на 5 равных силою отрядов: один был занят службой, два других частично употреблялись для смены, частично были готовы для подкрепления первого отряда, два оставшихся отдыхали. Было принято решение вести атаку против северного и северо-восточного фронтов от Магдалинских до Андреевских ворот, то есть охватывая два горнверка, щипцеобразное укрепление и два люнета между ними; река Дель разделяла атаку на 2 части: правую — против Магдалинских ворот, работами которой руководил инженер Дюме (Du Mey), под командованием принца Оранского, и левую — против Андреевских ворот, где работами руководил инженер Дерок (Des Roques). Для сообщения между отрядами было построено несколько мостов. Принц Евгений решился на атаку с этой стороны ещё и потому, что все запасы должны были привозиться из Менена по Лису в Дель, а по нему к внутреннему флангу окопов.
Первая параллель была заложена в 300 туазах (около 585 метров) от исходящих углов горнверков, обе части её примыкали к реке и были соединены мостом. На правом участке параллели была построена батарея на 7 орудий, а в левом — на 3 орудия. Впоследствии между ними была построена ещё одна батарея на 44 орудия для фронтального обстрела среднего из атакованных фронтов. Затем осаждавшие атаковали церковь Святой Магдалины, откуда французы наносили большой вред осадным работам, и овладели ею. Но 2 ночи спустя осаждённые произвели вылазку, снова овладели церковью, разрушили все устроенные там укрепления и отступили в порядке.
25 августа атакующие приступили к закладке 2-й параллели, но этому сильно препятствовал огонь с ветряной мельницы (у ворот святого Андрея), приведённой в оборонительное состояние. Огонь осадных батарей был направлен на фасы бастионов атакованного фронта и на примыкающие к ним крылья горнверка и сделал обвалы в бастионах. Осаждённые, отвечая энергичным огнём, подбили 16 мортир. Союзники были вынуждены атаковать мельницу и овладели ею после троекратного штурма. Осаждённые после этого сделали вылазку, взяли мельницу обратно и сожгли её. На 13-ю ночь по открытии траншей атакующие достигли почти до гребня гласиса горнверка.

## Попытка деблокады и первые штурмы
В это время Людовик XIV послал герцога Бургундского командовать армиями, предназначенными для освобождения Лилля. У Граммона герцог Бургундский соединился с армиями Бервика и Вандома; общая численность армий достигла 140 батальонов, 250 эскадронов и 200 орудий (96 тысяч человек). 2 сентября он расположился лагерем на левом берегу Шельды у Бландена и Вилльмо. Мальборо, наблюдавший за этими армиями, после рекогносцировки, произведенной вместе с принцем Евгением 2 сентября, расположил свою армию напротив истоков Деля и Марка, имея с правой стороны Нуаелль, а с левой — Фрет и Перонт. Принц Евгений, послав Мальборо подкрепление, обезопасил себя от французской армии, где к тому же между тремя французскими вождями происходили трения; вместе с тем он протянул между Делем и Марком цепь окопов, которые начал 5 сентября, и укрепил деревню Аннетьер как передовой пункт между Лиллем и Дуэ, расположив в ней гарнизон в 3 тысячи человек.
В то же время осада продолжалась. 7 сентября союзники решили овладеть прикрытым путём. Буфлер, однако, приготовился к обороне и занял прикрытый путь сильными отрядами, особенно исходящие его углы. В 19:00 союзники в количестве 4800 человек совместно с 4000 работников по данному сигналу устремились из траншей к заранее назначенным пунктам атаки, но были встречены сильным ружейным и картечным огнём, а также взрывами мин, заложенных под гласисом; в течение 3 часов они не могли произвести захват гласиса и, только потеряв 500 человек убитыми и 2670 человек ранеными (в том числе 11 инженеров), они утвердились в исходных частях теналей и горнверков правой атаки.
10 сентября герцог Бургундский перешёл через Марк, чтобы атаковать Мальборо, вследствие полученного от министра Шамиллара приказания от имени короля. Но время было упущено, союзники успели значительно усилиться, и дело ограничилось бомбардировкой Аннетьера и Секлена. Последняя деревня была даже занята французами, но это не привело к дальнейшим успехам. Людовик XIV после этого убедился в невозможности избавить Лилль от осады и приказал всей армии отступить к Турне с целью отрезать союзников от их операционной базы — Брюсселя. 15 сентября армия отошла, но искусными движениями Мальборо парализовал эти намерения французов; англичане же получили запасы всякого рода с моря, по дороге из Остенде.
С 8 по 15 сентября атакующие вновь построили 4 батареи напротив теналей и горнверка, а также распространили венчание гласиса в стороны, но тем не менее не могли выбить обороняющихся из входящих частей, прикрывающих пути; кроме того, они повели минную галерею под контрэскарп теналей, чтобы обрушить его и завалить ров. В ночь на 16 сентября был произведён взрыв, после чего оставшаяся не засыпанной часть рва была завалена фашинами.
В ночь на 18 сентября союзники произвели атаку на траверсы прикрытого пути, прикрывавшие доступ к входящим плацдармам. После троекратного штурма они овладели ими, но вскоре были выбиты оттуда с большими потерями.
В ночь на 21 сентября союзники атаковали тенальоны и весь прикрытый путь левой атаки до ворот Святой Магдалины. Но маршал Буфлер 3 раза отбивал штурм. И только после этих усилий осаждающие утвердились на исходном углу правого теналя, заложив здесь небольшой ложемент. Далее атакующие не смогли проникнуть, так как эта постройка была перерезана ретраншементом с палисадом. На левой стороне атаке им удалось занять на входящем плацдарме прикрытый путь. Потери союзников были около 2 тысяч убитыми и ранеными. Принц Евгений был также легко ранен в голову.
Два дня спустя, вечером 23 сентября, Мальборо, по просьбе принца Евгения принявший на несколько дней на себя командование, предпринял новый штурм теналей; бой был упорный; эти постройки несколько раз переходили из рук в руки, пока атакующие окончательно не утвердились в части левого теналя, причём в это время обороняющиеся взорвали мину, причинившую союзникам много вреда. Но левый теналь, как и правый, имел перекопы с палисадом, за которым осаждённые продолжали держаться. Тогда атакующие решили взорвать эти перекопы минами.
26 сентября мины были взорваны, но тем не менее осаждающие весьма медленно распространялись по прикрытому пути. Буфлер между тем стал ощущать недостаток в порохе; последний, впрочем, скоро был доставлен в количестве 150 пудов шевалье де Монморанси, который посредством превосходной военной хитрости с отрядом в 1800 человек проник в крепость через укреплённые линии осаждающих. Затем атакующие произвели внезапный штурм равелина и овладели им.

## Прорыв в город
Со взятием равелина осажденные должны были оставить оба теналя, которые они мужественно защищали 37 дней и в которых выдержали 4 штурма. Тем не менее французы продолжали держаться во входящих частях прикрытого пути, откуда постоянными вылазками тревожили атакующих и разрушали их работы. Кавалер Люксембург с большим отрядом кавалерии проник до артиллерийского парка, заклепал несколько орудий, поджёг парк и разрушил траншеи. В то же время в крепости осажденные построили ретраншементы от ворот Святого Андрея до ворот Святой Магдалины в тех местах, где были сделаны бреши в бастионах главной ограды.
Атакующие между тем медленно распространялись в стороны, увеличивали число батарей для уничтожения огня фланков и принимали меры для перехода через главный ров. Чтобы спустить воду, они старались овладеть батардо и с этою целью 8 октября пытались захватить его, но были отбиты, и только 16 октября им удалось разрушить его артиллерийским огнём. Обороняющиеся устроили рвы позади обвалов в бастионах и наполнили их лесом, чтобы зажечь во время штурма. Атакующие пробили новую брешь в куртине и тем угрожали обойти ретраншементы в тылу обвалов в бастионах. К 20 октября они окончили спуск в ров и 21 октября начали переход, который сначала не был замечен осаждёнными; но затем они открыли сильный огонь и причинили атакующим значительные потери. Около этого времени обороняющиеся оставили прикрытый путь.
Принц Евгений назначил решающий штурм на 24 октября. Буфлер, видя, что ретраншементы в тылу бреши бастионов становятся бесполезными, так как произведены обвалы в куртине, что переходы через главный ров почти окончены, и что всё готово к штурму, наконец, не желая подвергать жителей города, усердно и мужественно участвовавших в обороне, неизбежной участи штурма, в 16:00 22 октября решил сдать город и отступить в трёхдневный срок с остатками гарнизона в цитадель, возвышавшуюся на северо-западе города, что и исполнил 25 октября с 5600 человек пехоты, а 1700 человек кавалерии ушли к Турне. Но ещё утром 23 октября, сразу после подписания капитуляции, союзникам были сданы ворота Святой Магдалины.

## Атаки на цитадель
Потери осажденных за всё это время составили около 5 тысяч человек, а осаждающих около 18 тысяч убитых и раненых, не считая 10 тысяч умерших от болезней и больных в госпиталях. После падения города союзникам уже не было необходимости занимать большие циркумвалационные линии, в связи с чем их служба облегчилась. Хотя в условиях капитуляции было оговорено, что цитадель не будет атакована со стороны города и что осаждённые не будут стрелять по городу, но, несмотря на это, атакующие повели атаку именно с этой стороны.
28 октября, после окончания перемирия, цитадель была окружена с 3 сторон наводнением на пространстве 640—750 метров с глубиной воды 1,5—2,5 метра. Поэтому атака была возможна только с 4-й стороны, обращённой к городу, она была укреплена двойным прикрытым путём, а посредине — водяным рвом. Задний прикрытый путь имел в трёх входящих плацдармах абшниты с двойным рядом палисада; на двух демилюнах были редюиты с фланками; перед куртинами были тенали; главный ров был наполнен водой до 4—5 метров глубины. От подошвы гласиса простирался луг на 250 шагов, обсаженный в конце 2 рядами деревьев. Здесь от ворот Святого Андрея до Барских ворот атакующими была устроена первая параллель. Прикрывающая армия Мальборо встала в бараках близ Русслера.
28 октября была начата пальба по цитадели. 29 октября были начаты подступы, причём они приблизились до 40 шагов к исходным частям передового прикрытого пути. 1 ноября вода настолько поднялась, что наводнила часть эспланады. Чтобы отвести её, атакующие устроили канал. 7 ноября всё было приготовлено для приступа к исходящим углам переднего гласиса. К 11 ноября атакующие достигли исходных углов передового прикрытого пути и устроили 2 пушечные и 1 мортирную батареи. В этот же день они пытались овладеть частью прикрытого пути у королевских ворот, но были отбиты. После этого была начата постепенная атака передового прикрытого пути, который и был занят в ночь на 17 ноября. 19 ноября нападающие укрепились на контрэскарпе главного рва. Дальнейшие осадные работы велись исключительно тихой сапой, причём в течение всего ноября почти не было артиллерийского огня, так как атакующие сберегали порох для производства обвалов.
Между тем курфюрст Баварский, союзник Франции, произвёл нападение на Брюссель с 20-тысячной армией, где были собраны большие запасы для союзников. Ввиду этого Мальборо и принц Евгений с частью осадного корпуса двинулись на освобождение Брюсселя. Заметив это, Буфлер сделал большую вылазку и овладел снова прикрытым путём. Разбив армию курфюрста, принц Евгений вернулся 29 ноября к Лиллю и тотчас же снова взял обратно прикрытый путь и продолжил осаду.
1 декабря союзники овладели исходными углами 2-го прикрытого пути, в следующие дни производились дальнейшие работы на гласисе и его захват и к 6 декабря приготовили всё, чтобы с бреш-батареи, установленной на контрэскарпе главного рва, громить главный вал, ещё не сильно поврежденный. 6 декабря Буфлер получил от Людовика XIV письмо, в котором король, изъявляя своё удовольствие по поводу прекрасной обороны крепости, приказывал маршалу Буфлеру не подвергать себя и гарнизон дальнейшей опасности и позволил сдать цитадель до производства обвалов. Ввиду истощения запасов и изнурения гарнизона Буфлер вступил в переговоры и 8 декабря сдал цитадель, выдержав в ней 46-дневную осаду. 11 декабря в 10 часов утра гарнизон с воинскими почестями выступил в Дуэ. В цитадели союзники захватили 121 медную пушку и 38 мортир.

## Итоги
В продолжение всей осады французы потеряли 7000 убитыми и ранеными, среде них 700 офицеров. Урон союзников составлял до 14 000 человек.
Людовик XIV в награду за 117-дневную геройскую оборону Лилля возвёл маршала Буфлера в звание герцога и пэра Франции, а его 10-летнего сына утвердил в праве наместничества французской Фландрии.
Эта осада привлекла внимание всей Европы. В ней приняли участие многие важные особы, как король польский Август II и ландграф Гессен-Кассельский, 12-летний Мориц Саксонский, убежавший от своего гувернёра в имперский лагерь, Миних и Шверин, которые начали здесь своё военное поприще.